# Metz
Metz (pronunciat [mɛs] en francès) és un municipi francès, capital del departament de Mosel·la a la regió del Gran Est, situada a la confluència dels rius Mosel·la i Seille. Situada prop del punt de trànsit al llarg de la cruïlla de França, Alemanya i Luxemburg, la ciutat forma un lloc central de la Gran Regió Europea i de la euroregió SaarLorLux. L'any 2013 tenia 118.634 habitants.

## Etimologia
Antigament, la ciutat era coneguda com a "ciutat de Mediomatrici ", essent habitada per la tribu del mateix nom. Després de la seva integració a l'Imperi Romà, la ciutat va ser anomenada Divodurum Mediomatricum, que significa Vila Santa o Fortalesa Sagrada dels Mediomatrici, llavors es va conèixer com Mediomatrix. Durant el segle V dC, el nom va evolucionar cap a "Mettis", que va donar lloc a Metz.

## Economia
És un important nucli industrial i port fluvial situat a l'aiguabarreig dels rius Mosel·la i Seille.
Metz és el cor econòmic de la regió de Lorena, especialitzada en tecnologies de la informació i indústries automobilístiques. Metz és la llar de la Universitat de Lorena, Geòrgia Tech Lorena, i un centre de recerca i desenvolupament aplicat en el sector dels materials, sobretot en metal·lúrgia i metal·lografia, el patrimoni del passat de la regió de Lorena en la indústria siderúrgica. Hi ha indústria metal·lúrgica, de construccions mecàniques, de material elèctric i alimentària.

## Història
Metz té una rica història de tres mil anys, havent estat diverses vegades un oppidum celta, una important ciutat gal·loromana la capital merovíngia d'Austràsia, el bressol de la dinastia carolíngia, el bressol del cant gregorià, i una de les repúbliques més antigues d'Europa. La ciutat ha estat plena de cultura romànica, però ha estat fortament influenciada per la cultura germànica a causa de la seva ubicació i història.
A causa del seu bagatge històric, cultural i arquitectònic, Metz ha estat inclosa a la llista provisional de Patrimoni Mundial de la UNESCO de França. La ciutat compta amb edificis notables com la catedral gòtica de Sant Esteve amb la seva extensió de vitralls més gran del món, la basílica de Saint-Pierre-aux-Nonnains és l'església més antiga de França, l'estació imperial que mostra l'apartament del Kaiser alemany, o la seva òpera, la més antiga de França. Metz alberga alguns locals de primer nivell mundial, com ara l'Arsenal Concert Hall i el Centre Pompidou-Metz.
Una conca d'ecologia urbana, Metz va guanyar el seu sobrenom de "La ciutat verda", ja que té extensos terrenys oberts i jardins públics. El centre històric de la ciutat és una de les zones comercials per a vianants més grans de França.
Conserva diverses restes arqueològiques de l'època romana. Centre del poble gal dels mediomàtrics, aleshores coneguda com a Divodurum ("Plaça dels déus") es convertí en una de les ciutats més importants de la Gàl·lia romana, fins que fou atacada pels bàrbars i destruïda parcialment per Àtila (451). Més tard fou capital del regne d'Austràsia.
Al segle vii fou un nucli de renaixement carolingi. Ciutat imperial, fou conquerida per Enric II de França el 1552. Passada a l'imperi alemany, que la va conquerir en la Guerra francoprussiana de 1871, tornà a França el 1919, pel tractat de Versalles.

## Monuments
Entre els monuments antics hi ha l'aqüeducte de Jouy-aux-Arches, les termes i la basílica de Saint-Pierre-de-la-Citadelle (segle iv). Entre les esglésies en destaquen: la Catedral de Metz, gòtica, començada aproximadament el 1221 i acabada al segle xvi, la de Saint-Maximin (segles XII-XV), la de Saint-Vincent (segles XIII-XIV) i la de Saint-Martin (segles XIII-XVI). D'època gòtica hi ha nombrosos hotels, entre els quals destaca el de Saint-Livier. La reforma urbanística del segle xviii fou causa de la construcció de grans conjunts arquitectònics, entre els quals destaca la Place des Armes.

## Educació
- CentraleSupélec
- École supérieure d'électricité

## Fills il·lustres
- Claude Sebastien (a mitjan segle xvi), organista i compositor musical.
- Jean-François Pilâtre de Rozier (1754-1785), pioner de l'aviació.
- Jean Victor Poncelet (1788-1867), matemàtic i enginyer.
- Ambroise Thomas (1811-1896), compositor musical.
- Pierre-Nicolas Mouzin (1822-1894) compositor musical.
- Émile Léonard Mathieu (1835-1890), matemàtic.
- Louis Le Prince (1942-1890), inventor del cinematògraf.
- Paul Verlaine (1844-1896), poeta.
- Eugène Rolland (1846-1909) folklorista.
- Gabriel Pierné (1863-1937), organista i compositor musical.
- Rudolf Schmundt (1896-1944), general alemany.